# 在スリランカモルディブ高等弁務官事務所
在スリランカモルディブ高等弁務官事務所（ディベヒ語: ސްރީލަންކާގައި ހުންނަ ދިވެހިރާއްޖޭގެ ހައިކޮމިޝަން、英語: High Commission of the Maldives in Sri Lanka）は、スリランカの旧首都にして最大都市コロンボに置かれているモルディブの在外公館である。

## 沿革
コロンボに常駐するモルディブの在外公館の歴史は、モルディブが未だイギリスの保護国でありスリランカがイギリス領セイロンであった1934年まで遡る。1934年3月4日、アブドゥル・ハミード・ディディを初代代表として英領セイロンの首府に在コロンボモルディブ駐在官事務所（英語: Representative Office of the Maldives in Colombo）が開設された。
1948年2月4日、セイロンがイギリスから独立する。1954年、セイロンの首都コロンボの駐在官事務所が在セイロンモルディブ大使館（英語: Embassy of the Maldives in Ceylon）に昇格した。初代大使はモハメド・ザキーで、1954年3月11日から1955年5月7日まで務めた。
1965年7月26日、モルディブが独立し、同日中にセイロンとモルディブの外交関係が樹立された。独立と同日にモルディブと国交を開設したのはイギリスとセイロンの2ヶ国のみであり、これは近隣の地域大国インドや当時の二大大国アメリカ合衆国とソビエト連邦による国交樹立よりも早い。
1972年5月23日、セイロンが国名をスリランカに改称する。これに伴い在スリランカモルディブ大使館（ディベヒ語: ސްރީލަންކާގައި ހުންނަ ދިވެހިރާއްޖޭގެ އެމްބަސީ、英語: Embassy of the Maldives in Sri Lanka）となった。
イブラヒム・ナシル政権時代の1976年にコロンボのモルディブ大使館が閉鎖されたが、マウムーン・アブドル・ガユーム政権時代の1979年、大使館が再開された。
1985年2月11日、スリランカの首都がコロンボからスリジャヤワルダナプラコッテに移転する。但し、モルディブの高等弁務官事務所は引き続き旧首都のコロンボに留まっている。
1986年11月15日、大使館に代わって在スリランカモルディブ高等弁務官事務所が設立された。それまでコロンボで参事官として奉職していたアブドゥル・アズィーズ・ユースフが、1986年11月15日から1993年11月11日にかけて初代高等弁務官を務めた。
モルディブが英連邦から離脱した2016年10月、この在外公館は再び在スリランカモルディブ大使館となったが、モルディブが英連邦の共和国としての地位に復帰した2020年2月1日、在スリランカモルディブ高等弁務官事務所に戻った。

## 住所
25, Melbourne Avenue, Colombo 04

## 大使・高等弁務官
2019年2月1日から特命全権大使を務めていたオマル・アブドゥル・ラッザークが、2020年2月1日より高等弁務官を務めている。

## 著名な在勤者
- アハメド・カリール - 外務担当国務大臣、駐日大使、国連大使